# Следственный комитет Российской Федерации
Сле́дственный комите́т Росси́йской Федера́ции (СК России) —  федеральный государственный орган Российской Федерации, осуществляющий полномочия в сфере уголовного судопроизводства и иные полномочия в соответствии с законодательством.
Образован на базе Следственного комитета при прокуратуре Российской Федерации. Начал свою деятельность 15 января 2011 года. Относится к государственным военизированным организациям, которые имеют право приобретать боевое ручное стрелковое и холодное оружие. Наделён правом производства предварительного расследования в форме предварительного следствия. В СК России, как и в прокуратуре Российской Федерации, предусмотрены военная, правоохранительная и гражданская государственные службы.
Следственный комитет Российской Федерации возглавляет председатель. С 15 января 2011 года председателем СК России является генерал юстиции Российской Федерации А. И. Бастрыкин. Председатель Следственного комитета России назначается на должность и освобождается от должности президентом Российской Федерации, который осуществляет руководство деятельностью Следственного комитета России.

## История
Впервые в России идея создания следственного ведомства, организационно и функционально независимого от иных органов государственной власти, была реализована Петром I в ходе судебной реформы, одним из направлений которой стало разделение уголовного процесса на стадии предварительного расследования и судебного разбирательства.
25 июля (5 августа) 1713 был учреждён первый специализированный следственный орган России — следственная канцелярия гвардии майора Семёновского полка Михаила Ивановича Волконского (Указ Петра I «О создании следственной канцелярии гвардии майора М. И. Волконского» от 25 июля 1713 года). Данный документ позволил обосновать и учредить ежегодный профессиональный праздник — День сотрудника органов следствия Российской Федерации.
В соответствии с Наказом «майорским» следственным канцеляриям от 9 декабря 1717 г. были подчинены непосредственно Петру I. К подследственности этих органов были отнесены дела о наиболее опасных деяниях, посягающих на основы государственности, в первую очередь о преступлениях коррупционной направленности, совершаемых высокопоставленными должностными лицами органов государственной власти (взяточничество, казнокрадство, служебные подлоги, мошенничество). В тот же день, 9 декабря 1717 года по приговору военного суда был расстрелян изобличённый в «неправдах» глава первой «майорской» следственной канцелярии Михаил И. Волконский.
В феврале 1718 года в Петербурге была учреждена для следствия по делу царевича Алексея Петровича Тайная канцелярия. Затем ведомству были переданы другие политические дела и оно слилось с Преображенским приказом. Управлялась Тайная канцелярия И. Ф. Ромодановским, руководство же Тайной канцелярией, также как и Преображенским приказом, осуществлялось Петром I, который нередко присутствовал при допросах и пытках политических преступников. Располагалась Тайная канцелярия в Петропавловской крепости.
Указом Александра I от 29 августа 1808 года в Санкт-Петербурге была учреждена должность следственных приставов. Эти приставы состояли в штате городской полиции, входившей в систему Министерства внутренних дел (в 1810—1819 годах — Министерства полиции).
В 1864 году Судебным уставом была учреждена должность судебного следователя при окружных судах. В 1917 году декретом о суде они были упразднены.
Положением о судоустройстве СССР 1922 года создавались должности участковых народных следователей, старших следователей при губернских судах, следователей по особо важнейшим делам при Верховном Суде РСФСР, следователей по особо важнейшим делам при Народном Комиссариате Юстиции, однако в 1928 году эти должности были упразднены, а их функции перешли к следственному отделу Прокуратуры РСФСР.

### Современный правовой статус
В апреле 1990 года на I съезде народных депутатов СССР Комитету Верховного Совета СССР по законодательству и Совету министров СССР было предложено внести предложения о создании союзного Следственного комитета.
После доработок и согласований текста в 1993 году проект закона «О Следственном комитете Российской Федерации» был внесён на рассмотрение Верховного Совета России и одобрен в первом чтении. После роспуска Верховного Совета процесс принятия закона был остановлен.
В июне 2007 года были приняты федеральные законы № 87-ФЗ «О внесении изменений в Уголовно-процессуальный кодекс Российской Федерации и Федеральный закон „О прокуратуре Российской Федерации“» и № 90-ФЗ «О внесении изменений в Уголовно-процессуальный кодекс Российской Федерации», в соответствии с которыми из компетенции прокурора были исключены полномочия по процессуальному руководству следствием, а следственный аппарат органов прокуратуры получил относительную самостоятельность. Следственный комитет при прокуратуре Российской Федерации входил в систему органов прокуратуры, а работники СКП России числились прокурорскими работниками.
15 января 2011 года вступил в силу Федеральный закон от 28 декабря 2010 г. № 403-ФЗ «О Следственном комитете Российской Федерации», учреждавший Следственный комитет как самостоятельный федеральный государственный орган, руководство деятельностью которого осуществляет президент Российской Федерации. Президент России получил право назначать председателя Следственного комитета без одобрения органа законодательной власти, как это было до принятия закона.

## Руководство

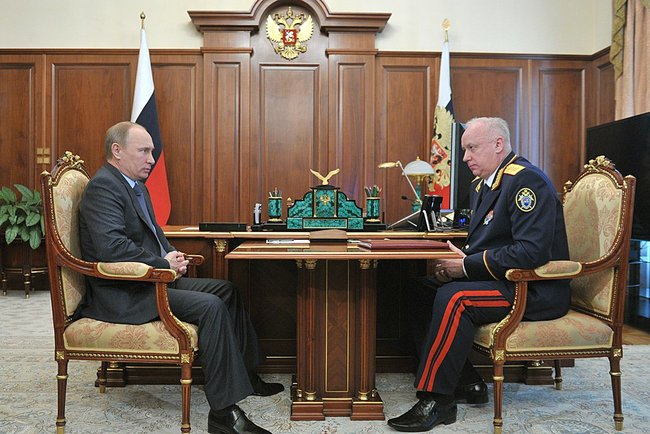
Владимир Путин и Александр Бастрыкин

### Председатель
15 января 2011 года председателем Следственного комитета Российской Федерации указом президента Российской Федерации от 14 января 2011 года № 39 был назначен Александр Иванович Бастрыкин.
В январе 2011 года Бастрыкин на сайте СК России опубликовал статью с предложением о введении в уголовное законодательство Российской Федерации положения об установлении уголовной ответственности юридических лиц. При этом он ссылался на опыт ряда европейских государств (Германия, Великобритания, Испания и др.), а также США, где такая ответственность юридических лиц существует. Бастрыкин утверждал, что реализация данного предложения позволит добиваться более полного возмещения потерпевшим причинённого преступлением материального ущерба и морального вреда, когда преступление связано с деятельностью юридического лица (например, авиационные, морские и железнодорожные катастрофы, повлекшие тяжкие последствия и произошедшие по вине фирмы-перевозчика).
В феврале 2012 года Александр Бастрыкин опубликовал на сайте СК России статью о совершенствовании в Российской Федерации механизма борьбы с финансовыми нарушениями, где выдвинул ряд предложений, в том числе о создании финансовой полиции (по примеру финансовой гвардии в Италии), которая объединила бы в себе функции ныне действующей в России финансовой разведки и налоговой инспекции.
В марте 2012 года Александр Бастрыкин опубликовал статью о возможности и необходимости возвращения в УПК Российской Федерации института объективной истины. Он утверждал, что, как и в ранее действовавшем уголовно-процессуальном законодательстве, в ныне действующем УПК должно быть закреплено положение о том, что целью уголовного судопроизводства должно быть полное, объективное и всестороннее установление всех обстоятельств расследуемого события, то есть достижение объективной истины по уголовному делу. Истина по уголовному делу должна устанавливаться в результате процессуальной деятельности органов дознания, следствия, прокуратуры и суда при безусловном соблюдении принципа презумпции невиновности подозреваемого, обвиняемого и подсудимого.
Согласно распоряжению Президента Российской Федерации от 15 января 2010 г. № 24-рп, председатель СК России имеет допуск к государственной тайне. По утверждению «Новой газеты», Бастрыкин настоял на том, чтобы должность именовалась аналогично с главой КГБ СССР — председатель.
По инициативе А. И. Бастрыкина создано Экспертное учреждение СК РФ для развития ведомственных экспертных исследований в системе Следственного комитета, учебные заведения Следственного комитета РФ — Московская, Санкт-Петербургская и Луганская Академии СК РФ и кадетские корпуса СК РФ в Москве, Санкт-Петербурге, Волгограде , Севастополе и в Луганске, Пансион воспитанниц СК РФ в Санкт-Петербурге. Значительную часть учащихся в них составляют дети-сироты и дети, оставшиеся без попечения родителей.

### Заместители председателя
После даты назначения или освобождения от должности стоит номер соответствующего указа президента Российской Федерации.
- Пискарёв Василий Иванович (с 15 января 2011 г. и. о. заместителя председателя; заместитель председателя с 8 апреля 2011 г., № 422; первый заместитель председателя 9 апреля 2012 г., № 417 — 30 апреля 2016 г., № 204)[20]
- Кабурнеев, Эдуард Валерьевич (заместитель председателя с 22 апреля 2020 г., № 281; первый заместитель председателя с 3 августа 2020 г., № 489)

У первых четырёх назначенных заместителей председателя первой стоит дата начала исполнения обязанностей до назначения Указом Президента Российской Федерации после создания СК России.
- Сорочкин Александр Сергеевич, заместитель председателя Следственного комитета Российской Федерации — руководитель Главного военного следственного управления (с 15 января 2011 г. и. о.; 31 марта 2011 г., № 372 — 22 апреля 2020 г., № 282)
- Леоненко Елена Евгеньевна (с 15 января 2011 г. и. о.; с 8 апреля 2011 г., № 422)
- Нырков Юрий Михайлович (с 15 января 2011 г. и. о.; 8 апреля 2011 г., № 422 — 30 апреля 2016 г., № 204)
- Карнаухов Борис Михайлович (с 15 января 2011 г. и. о.; 8 апреля 2011 г., № 422 — 6 ноября 2018 г., № 635)
- Фёдоров Александр Вячеславович (с 13 ноября 2012 г., № 1535[22])
- Лавренко, Андрей Валерьевич (11 сентября 2013 г. — 17 марта 2016 г., № 129)
- Лазутов, Илья Валерьевич (8 мая 2015 г., № 236 — 11 июня 2020 г., № 385)
- Краснов, Игорь Викторович (30 апреля 2016 г., № 204 — 22 января 2020 г., № 52)
- Рассохов, Ростислав Геннадьевич (12 мая 2020 г., № 319 — 24 августа 2021 г., № 489)
- Ущаповский, Николай Владимирович (с 3 августа 2020 г., № 489)
- Клаус, Александр Владимирович (с марта 2021 г., № 124)

### Руководители управления взаимодействия со средствами массовой информации
- Маркин, Владимир Иванович (20 июня 2011 г. — 6 октября 2016 г.)
- Петренко, Светлана Львовна (с 6 октября 2016 г.)

## Специальные и воинские звания
Гражданам, впервые назначаемым на должности сотрудников СК России (кроме военнослужащих) и прошедшим испытательный срок, присваиваются первичные специальные звания юстиции (не путать с воинскими званиями военной юстиции) в соответствии с законодательством Российской федерации и ведомственными нормативными актами.

Проходящие военную службу в военных следственных органах СК России являются военнослужащими. Им присваиваются воинские звания в соответствии с Федеральным законом «О воинской обязанности и военной службе».

## Структура и организация
В единую централизованную систему СК России входят:
- центральный аппарат;
- региональные главные следственные управления (следственные управления), приравненные специализированные (в том числе военные) СУ и следственные отделы;
- районные, городские и приравненные к ним (в том числе военные) следственные отделы и следственные отделения, межрайонные следственные отделы, специальные подразделения;
- образовательные учреждения Следственного комитета Российской Федерации;
- организации и подразделения, созданные для выполнения задач, возложенных на СК России.

## Функции

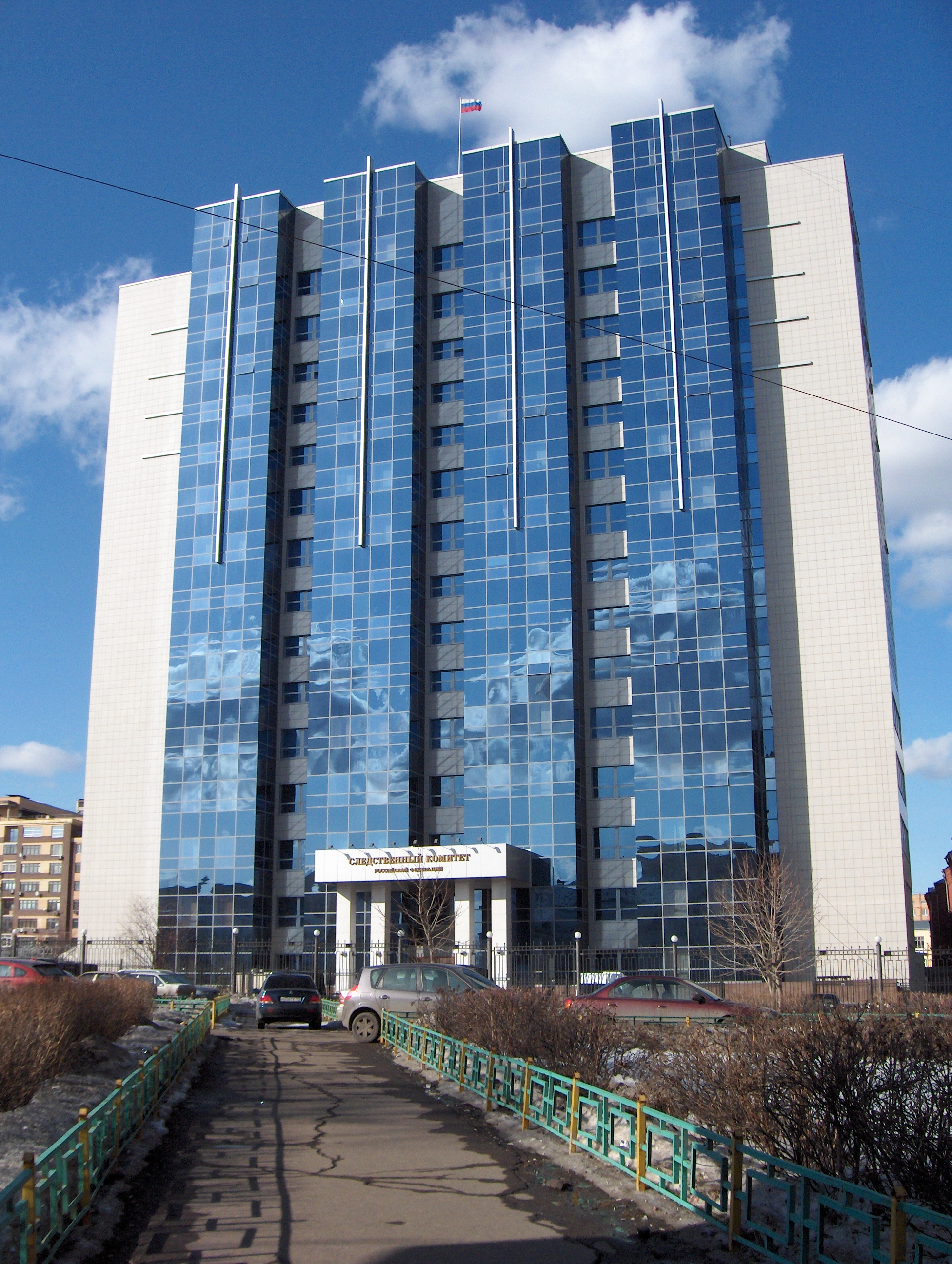
Здание Следственного комитета в Техническом переулке

Следственный комитет Российской Федерации осуществляет следующие функции:
- Осуществление доследственной проверки по сообщениям о преступлениях, поступившим в СК России
- Осуществление предварительного следствия по уголовным делам в соответствии с законодательством
- Осуществление криминалистического сопровождения расследования преступлений
- Осуществление судебно-экспертной деятельности[25]
- Осуществление процессуального контроля и проверок деятельности следственных органов
- Другие функции, предусмотренные законодательством Российской Федерации.

## Специализированные подразделения
В 2019 году создаются дополнительные специализированные подразделения, в том числе отдел по расследованию преступлений в отношении несовершеннолетних, отдел по расследованию преступлений в сфере медицины, отдел взаимодействия по вопросам международного и федерального розыска лиц, а также отдел по расследованию бандитизма, организованной преступной деятельности и преступлений прошлых лет.

### Горячая линия для бизнесменов
В феврале 2019 года СКР открыл телефонную линию для приёма сообщений о давлении на бизнес.
Обращения принимаются круглосуточно по номеру 8(495)986-78-18.

### Численность сотрудников
Штатная численность СК России (включая военные следственные органы) составляет 23815 человек, из них 223 сотрудника с высшими специальными званиями, 19 871 сотрудник со специальными званиями, 2032 военнослужащих военных следственных органов.

### Профессиональные праздники
- 25 июля — День сотрудника органов следствия Российской Федерации[29].
- 19 октября — День сотрудника криминалистической службы Следственного комитета Российской Федерации[30][31].

### Образование
- Московская академия Следственного комитета Российской Федерации имени А.Я. Сухарева[32]
  - Екатеринбургский филиал
  - Новосибирский филиал
  - Хабаровский филиал
- Санкт-Петербургская академия Следственного комитета Российской Федерации (в качестве самостоятельного вуза с 13.05.2016 по распоряжению Председателя Правительства Российской Федерации)
  - Нижегородский филиал
  - Ростовский филиал
- Луганская академия Следственного комитета Российской Федерации (в качестве самостоятельного вуза с 15.03.2024)
- Кадетский корпус Следственного комитета Российской Федерации имени Александра Невского (г. Москва)
- МБОУ Школа-интернат «Кадетский Корпус» (г. Химки)
- Объединённый Санкт-Петербургский кадетский корпус Следственного комитета Российской Федерации имени Маршала Советского Союза Г. К. Жукова[33] (до 13.02.2023 — Санкт-Петербургский кадетский корпус Следственного комитета Российской Федерации и Кадетский корпус Пансион воспитанниц Следственного комитета Российской Федерации[34])

Санкт-Петербургский кадетский корпус Следственного комитета Российской Федерации
- Волгоградский кадетский корпус Следственного комитета Российской Федерации имени Ф. Ф. Слипченко
- Военный университет Министерства обороны Российской Федерации
  - Прокурорско-следственный факультет

## Критика
Критика со стороны органов прокуратуры началась вскоре после создания СКР. Одним из первых было т. н. «Дело прокуроров», когда следственный комитет предъявил обвинения группе сотрудников прокуратуры в причастности к организации сети подпольных казино в Подмосковье и связях с игорной мафией. В частности, начальник главного организационно-аналитического управления Генпрокуратуры Андрей Некрасов активно критиковал действия следователей, называя их «глумлением над Конституцией и отсутствием профессионализма», прокуроры Виктор Гринь и Владимир Малиновский также находили массовые процессуальные нарушения в работе сотрудников СК. Дело, относившееся к особо резонансным, развалилось, при этом глава Серпуховского района Александр Шестун, первым заявивший в правоохранительные органы о преступных действиях прокуроров, был впоследствии приговорён к 15 годам колонии строгого режима.
Крайне неэффективно сработало следствие по «игорному делу», а в 2016 году, после перестрелки на Рочдельской улице, в СКР открылись факты вопиющей коррупции, что едва не закончилось отставкой председателя СКР Бастрыкина. По мнению бывшего первого заместителя прокурора Москвы Юрия Синельщикова, в безнадзорном СКР распространено кумовство, а в плане круговой поруки в ведомстве ситуация хуже, чем в других силовых ведомствах, однако с первых дней ареста генерала Никандрова с сообщниками, их руководство фактически дистанцировалось от бывших сотрудников, это привело к заключению подследственными следователями досудебного соглашения с прокуратурой и мощному системному кризису в СКР.
Время от времени СКР критиковал президент России Путин, так, в одном из Посланий президента Федеральному Собранию, он обратил внимание на низкое качество расследования экономических уголовных дел, по которым приговором заканчивались лишь 15 % из них, на что представитель СКР Владимир Маркин оправдывался тем, что предварительное следствие производится согласно подследственности, разделив тем самым ответственность с иными силовыми ведомствами.
Бывший следователь ГСУ ГУ МВД Москвы по особо важным делам Анжела Амзина говорила о крайней предвзятости СКР к сотрудникам МВД, попав в СИЗО по должностному преступлению она вспоминала следующее: «Наши дела расследует Следственный комитет, и его сотрудники прямо говорят: „Мы вас ненавидим. Вы будете сидеть. Мы вас будем сажать“». Ровно противоположного мнения относительно московского СК придерживался руководитель «Комитета против пыток»:

В Москве СК вообще не работает — только в ручном режиме. Законы для Москвы не писаны. Для того чтобы Следственный комитет возбудил дело на должностное лицо, нужно, чтобы другое должностное лицо с большими погонами дало на это указание.— Игорь Каляпин, «The Village», 2018
Резонансным было также обнародование возбуждения уголовного дела в отношении бывшего премьер-министра и спикера Верховной Рады Украины Арсения Яценюка якобы за его участие в Первой чеченской войне на стороне чеченских боевиков.

По имеющимся у нас сведениям, Арсений Яценюк в числе других активных участников УНА — УНСО в декабре 1995 года награждён высшей наградой Джохара Дудаева «Честь нации» за уничтожение российских военнослужащих— Александр Бастрыкин

## Санкции
9 декабря 2022 года, на фоне вторжения России на Украину, Канада внесла в санкционные списки Следственный комитет Российской Федерации из-за «грубых нарушений прав человека». Председатель СК РФ ранее внесён в санкционные списки разных стран, в том числе всех стран Евросоюза так как «в качестве председателя Следственного Комитета Александр Бастрыкин несет ответственность за серьезные нарушения прав человека в России, включая произвольные аресты и задержания».

## В нумизматике и филателии

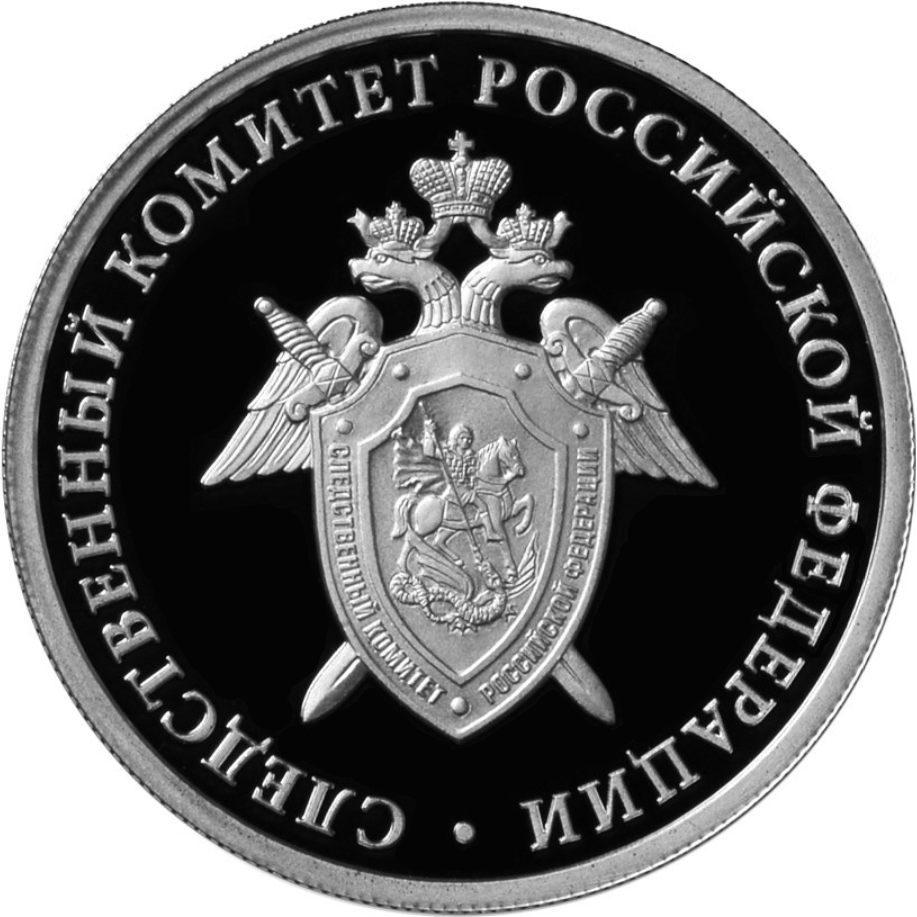
Памятная монета
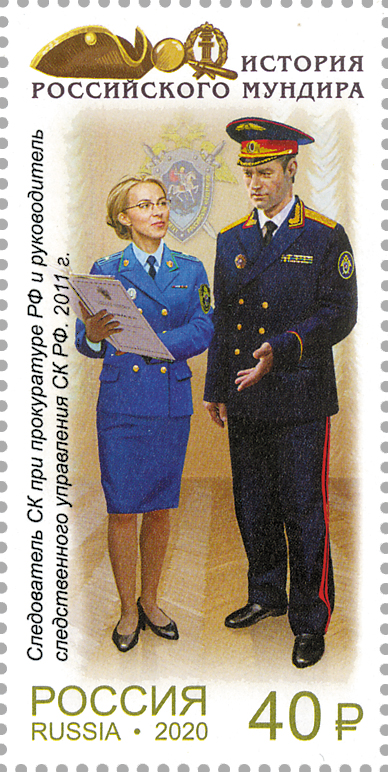
Почтовая марка, 2020 год. Следователь СК при прокуратуре РФ и руководитель следственного управления СК РФ. Художник Ульяновский С.
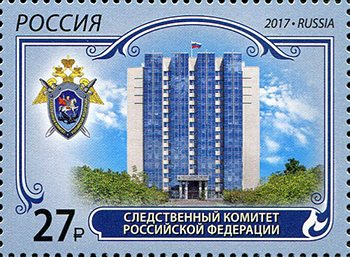
Почтовая марка, 2017 год. Следственный комитет Российской Федерации
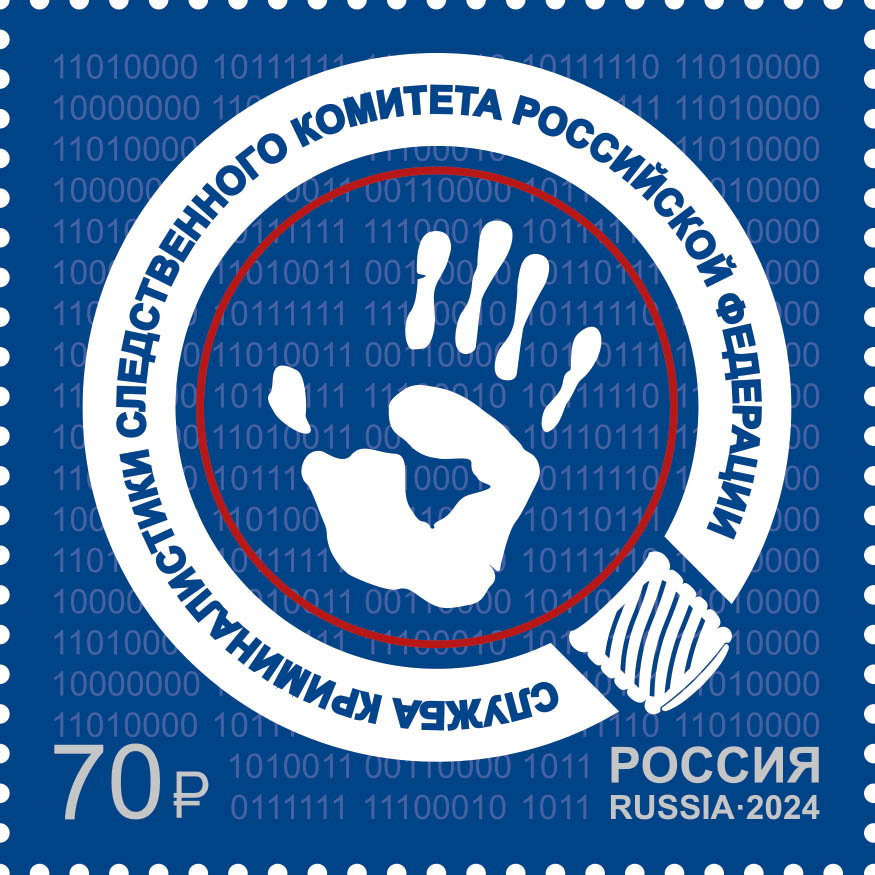
Почтовая марка, 2024 год. Служба криминалистики Следственного комитета Российской Федерации